# Divadlo Viola
Divadlo Viola je česká divadelní scéna zaměřená na komorní představení inspirovaná literárními texty. Nachází se ve dvoře bývalé pojišťovny na Národní třídě v Praze, secesní budovy, kterou navrhl roku 1906 architekt Osvald Polívka. Kapacita sálu je 76 míst.
První představení Poetické vinárny Viola se konalo 22. července 1963 – pod názvem Komu patří jazz zazněly za doprovodu jazzové hudby verše Ginsberga, Ferlinghettiho, Vozněsenského a dalších.
Ke vzniku Poetické vinárny Viola uvádí Lída Engelová: „…recitátor a nadšený milovník americké beatnické poezie Jiří Ostermann kolem sebe soustředil skupinu podobně zaměřených lidí a vymyslel jí název Poetický kabaret. Hledal pro ni prostor a po několika marných pokusech ho napadlo zajít za ředitelem Restaurací a jídelen Prahy 1 Karlem Majerem. … Karel Majer, který byl přítelem Jana Skácela, kulturním člověkem a milovníkem poezie, nabídl Ostermannovi malou vinárnu v nádherném secesním domě architekta Osvalda Polívky. Jmenovala se Viola a pod obrovským plátnem s panoramatem Hradčan tam hrál houslista hostům do ouška. Měla před rekonstrukcí, takže nic nebránilo udělat v ní třeba výnosný striptýzový bar, ale Karel Majer rozhodl, že z ní bude Poetická vinárna Viola. Po dlouhou dobu nad ní pak držel ochrannou ruku. »Majerova každodenní prostá manifestace potřeby umění v životě člověka odzbrojovala svou upřímností,« napsal ve sborníku ke 40. výročí Violy dlouholetý člen její umělecké rady Jaroslav Šeda.“
Program byl zaměřen na recitaci beatnické poezie světové (Allen Ginsberg, Gregory Corso, Kenneth Rexroth, Andrej Andrejevič Vozněsenskij) i české (Vladimíra Čerepková, Ivan Diviš, Václav Hrabě), doprovázené jam sessions v podání skupiny Luďka Hulana; pořádaly se také projekce filmů nové vlny. Výraznou součástí programu byly do počátku 70. let výstavy fotografie, jejichž soupis se však nedochoval.
V roce 1965 se stal ředitelem Vladimír Justl, který funkci zastával do roku 1992. Dramaturgie se zaměřila na literární klasiku a vedle volných literárních pásem začaly vznikat propracované scénické formy, což vedlo ke změně názvu z Poetická vinárna Viola na Divadlo Viola. Ve Viole působili režiséři Lída Engelová, Miroslav Macháček, Miloš Horanský a herci Radovan Lukavský, Zdeněk Štěpánek, Josef Somr, Boris Rösner, Miriam Kantorková, Hana Maciuchová, Eliška Balzerová, Barbora Hrzánová a další. David Prachař a Luděk Munzar získali na své účinkování ve Viole Cenu Thálie.
| „                  | Jediný, kdo se ve Viole neujal, je snob. | “ |
| — Radovan Lukavský |                                          |   |

Viola patřila k významným místům pražského kulturního života. Scházely se zde nonkonformní osobnosti, například za svého pražského pobytu v roce 1965 ji navštěvoval americký básník Allen Ginsberg. Atmosféru ve Viole pojmenoval Pavel Juráček slovy: „Ve Viole sedí večer co večer dost mladých mužů, kteří pokládají Greenwich Village za střed světa a netuší, že mladí mužové té »vesnice« jej umisťují do Violy.“ 
Viola je pod názvem „Konírna“ vykreslena jako hlavní hnízdo „kontrarevoluce“ v epizodě „Klauni“ v televizním seriálu 30 případů majora Zemana.